# Camp de concentració d'Esterwegen
El camp de concentració d'Esterwegen, situat a prop del poble d'Esterwegen, va ser un dels primers camps de concentració nazis d'una sèrie de camps establerts al districte alemany d'Emsland. Es va construir l'estiu de 1933 com a camp de reclusió per a 2.000 dels anomenats Schutzhäftlinge polítics (presos de detenció protectiva) i va ser durant un temps el camp de concentració més gran després de Dachau. El camp de concentració va ser tancat l'estiu de 1936. Posteriorment, fins al 1945 va ser utilitzat com a camp de presoners. També s'hi van detenir presos polítics i presos anomenats Nacht und Nebel. Un cop acabada la guerra, Esterwegen va servir com a camp d'internament britànic, com a presó i, fins a l'any 2000, com a dipòsit de l'exèrcit alemany.
El presoner més famós va ser l'escriptor i editor del setmanari Die Weltbühne, Carl von Ossietzky, que va guanyar el Premi Nobel de la Pau el 1935. El còmic Werner Finck va estar detingut a Esterwegen durant sis setmanes.
L'SS Hauptscharführer Gustav Sorge, sobrenomenat «El Gustav de Ferro» per la seva brutalitat, va ser guàrdia a Esterwegen abans de ser assignat al camp de concentració de Sachsenhausen. Va ser condemnat per crims de guerra un cop finalitzada la Segona Guerra Mundial.